# Carmen Walker Späh

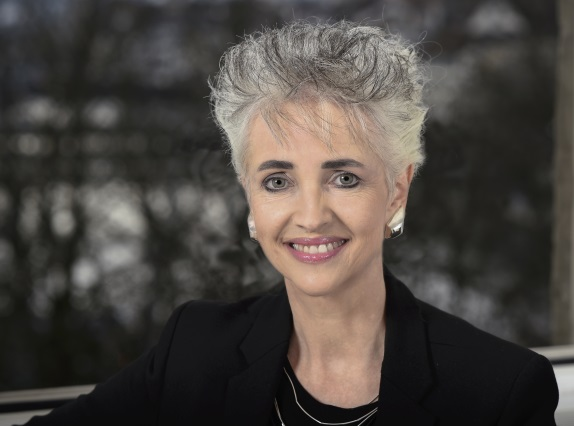
Carmen Walker Späh (2016)

Carmen Walker Späh (* 29. Januar 1958 in Altdorf UR; heimatberechtigt in Wassen und Zürich) ist eine Schweizer Politikerin der FDP. Sie ist amtierende Regierungsrätin und Vorsteherin der Volkswirtschaftsdirektion des Kantons Zürich.
Carmen Walker Späh wuchs in Altdorf auf. Dort besuchte sie das Kollegium Altdorf und schloss mit der Matura ab. Anschliessend studierte sie bis 1983 an der Universität Zürich Rechtswissenschaften. Nach dem Studium arbeitete sie von 1983 bis 1988 in verschiedenen Funktionen im Kanton Zürich. Von 1988 bis 2000 war sie in leitender Funktion im Departement Bau der Stadt Winterthur tätig. Walker Späh, von 2000 bis 2015 selbstständige Rechtsanwältin in Zürich, gehörte von 2002 bis zu ihrer Wahl in den Regierungsrat im April 2015 dem Zürcher Kantonsrat an. Sie präsidierte von 2010 bis 2017 die FDP-Frauen Schweiz, bis sie von Doris Fiala abgelöst wurde. Bei der Wahl 2019 wurde sie mit dem fünftbesten Ergebnis wiedergewählt. Bei der Wahl 2023 wurde erneut im Amt bestätigt, allerdings mit dem schlechtesten Resultat aller bisherigen Regierungsräte.